# مهلوس

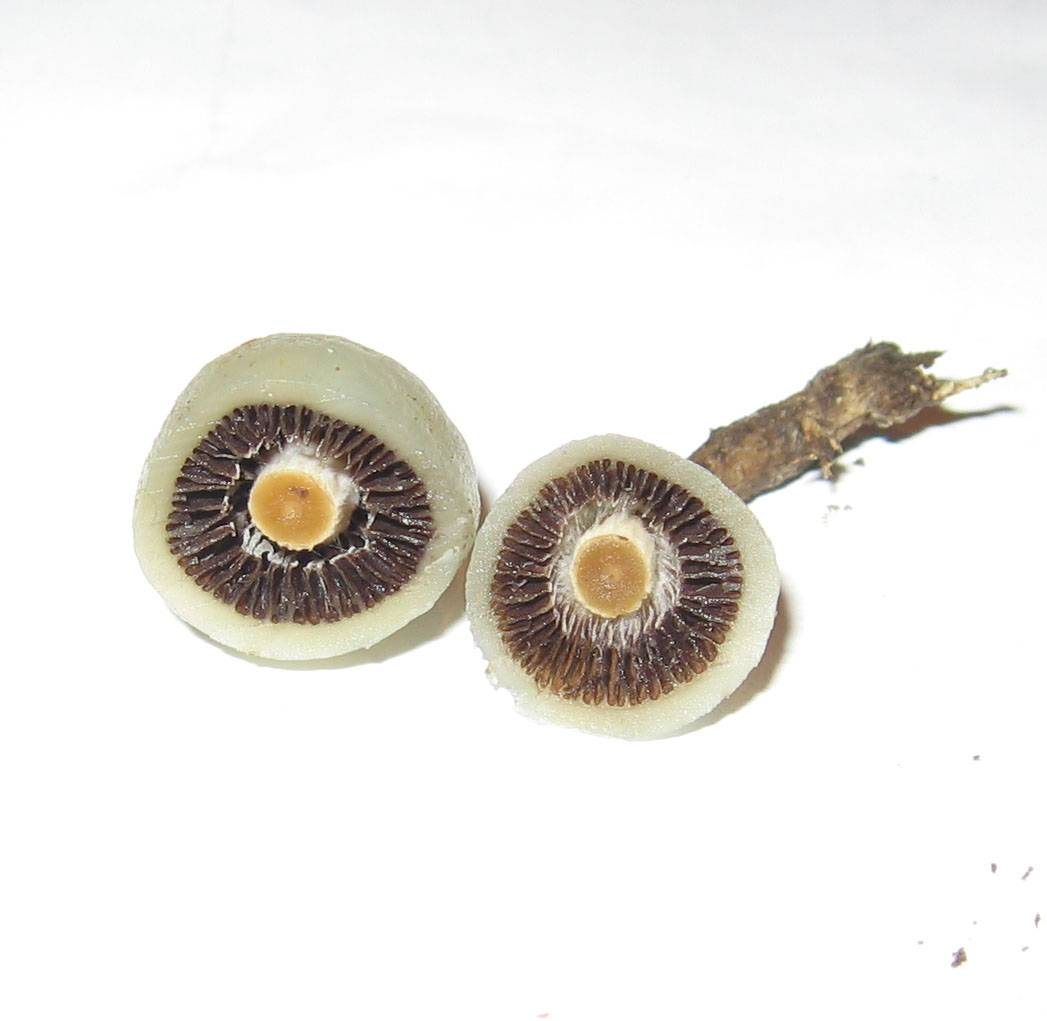

المهلوس هو عقار نفساني التأثير يمكن أن يسبب الهلوسة واضطرابات في الإدراك الحسي للموجودات، بالإضافة إلى اختلال في التفكير والشعور والوعي.
من أنواع المهلوسات المُخلّات بالنفس والمفارِقات (تسبب حالة التفارق) والمُهذّيات (تسبب حالة الهذيان).

## التعريف
لتصنيف عقار على أنه مهلوس يجب أن تتحقق فيه الشروط التالية:
- بالقياس النسبي للتأثيرات الأخرى فعلى العقار أن يظهر تغيير ذي تأثيرات طاغية على الفكر والإدراك والمزاج.
- يجب أن تكون التأثير الإتلافي الضار على الذكاء والذاكرة في حدوده الدنيا.
- يجب أن لا يعامل الخَدَر أو الإثارة الفائضة على أنه أثر تكاملي integral effect
- يجب أن تكون التأثيرات الجانبية على الجهاز العصبي الذاتي في حدودها الدنيا.
- يجب أن لا تكون هناك شهوة إدمانية.

## اقرأ أيضاً
- هلوسة